# Niederfell
Niederfell ist eine Ortsgemeinde an der Terrassenmosel im Landkreis Mayen-Koblenz in Rheinland-Pfalz. Sie gehört der Verbandsgemeinde Rhein-Mosel an, die ihren Verwaltungssitz in Kobern-Gondorf hat.

## Geographie

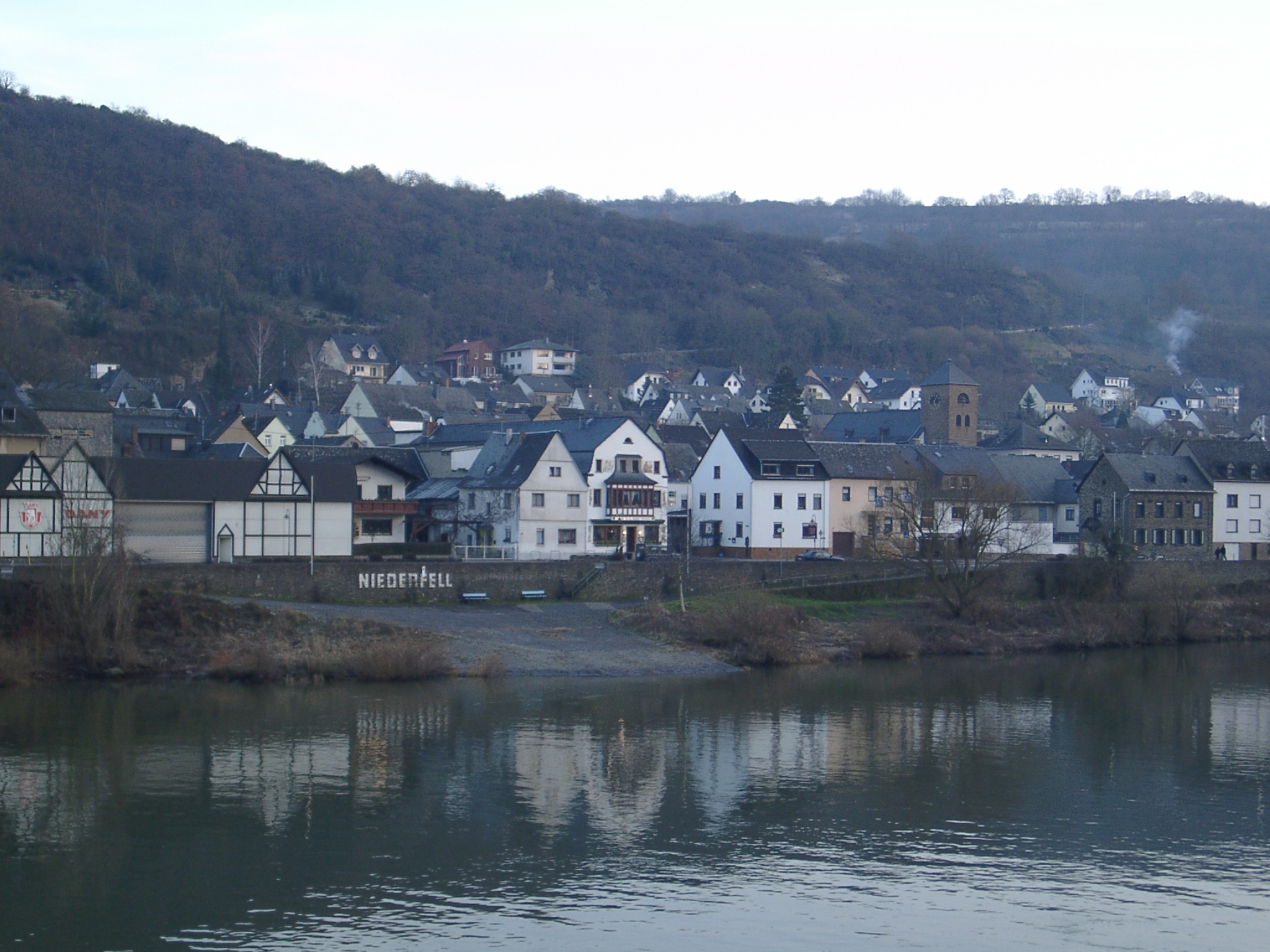
Niederfell vom gegenüberliegenden Gondorf aus

Niederfell liegt am rechten Moselufer etwa 17 Kilometer von Koblenz und etwa 33 Kilometer von Cochem entfernt. Nachbargemeinden sind moselaufwärts Oberfell und moselabwärts Dieblich. Gegenüber liegt Gondorf, ein Ortsteil der Gemeinde Kobern-Gondorf. Im Gemeindegebiet mündet der Aspeler Bach in die Mosel.
Zu Niederfell gehören der Ortsteil Kühr und einige auf den Moselhöhen liegende Höfe.
Zwischen Oberfell und Niederfell liegt die Staustufe Lehmen mit dem Moselkraftwerk Lehmen.

## Geschichte
Vermutlich war Niederfell schon in römischer Zeit besiedelt. Es gibt aber nur spärliche Funde aus dieser Zeit.
In zwei Urkunden des Trierer Erzbischofs Poppo über Schenkungen an die Abtei Sankt Marien, eine davon 1030 datierend, wird Niederfell als Velle erwähnt. Die Urkunden nehmen Bezug auf eine ältere Urkunde des Erzbischofs Egbertus aus dem Jahre 980. Daraus lässt sich auf das Bestehen des Ortes bereits 980 schließen.
Niederfell gehörte zum kurtrierischen Amt Münstermaifeld und umfasste nach dem Trierer Feuerbuch von 1563 (hrsg. von Brommer S. 166) 33 Feuerstellen (in etwa Haushalte). Damals hatte das Domstift Trier das Recht, den Schultheißen des Gerichts zu besetzen. Als „Vogtjunker“ erhielt Emmerich von Eltz jährlich zwei Fuder Wein.
Im Verlauf des Dreißigjährigen Krieges wurde der Ort mehrfach zerstört. Aus diesem Grund haben sich auch keine mittelalterlichen Bauten erhalten. 1798 kam die damalige Mairie Niederfell zum Kanton Boppard. Im Zuge der preußischen Verwaltungsneugliederung kam der Ort zur Bürgermeisterei Brodenbach und zum Kreis Sankt Goar. Seit 1970 gehört Niederfell zum Landkreis Mayen-Koblenz.
Bevölkerungsentwicklung
Die Entwicklung der Einwohnerzahl von Niederfell, die Werte von 1871 bis 1987 beruhen auf Volkszählungen:
| Jahr | Einwohner |
| ---- | --------- |
| 1815 | 447       |
| 1835 | 680       |
| 1871 | 673       |
| 1905 | 728       |
| 1939 | 994       |
| 1950 | 1.082     |
| 1961 | 1.140     |

| Jahr | Einwohner |
| ---- | --------- |
| 1970 | 1.232     |
| 1987 | 1.040     |
| 1997 | 1.036     |
| 2005 | 1.077     |
| 2011 | 1.038     |
| 2017 | 1.037     |
| 2022 | 1.005     |

## Politik

### Gemeinderat
Der Gemeinderat in Niederfell besteht aus 16 Ratsmitgliedern, die bei der Kommunalwahl am 9. Juni 2024 in einer Mehrheitswahl gewählt wurden, und dem ehrenamtlichen Ortsbürgermeister als Vorsitzendem.

### Bürgermeister
Arnold Herrmann wurde 2014 Ortsbürgermeister von Niederfell, nachdem er sich bei der Wiederholungswahl am 26. Oktober 2014 durchsetzen konnte. Bei der Direktwahl am 26. Mai 2019 wurde er mit einem Stimmenanteil von 93,10 % und am 9. Juni 2024 als einziger Bewerber mit 92,6 % jeweils für weitere fünf Jahre in seinem Amt bestätigt.
Der Vorgänger von Arnold Herrmann, Heinz-Jürgen Meidt, kandidierte bei der Wahl 2014 nicht erneut als Ortsbürgermeister.

### Wappen
Seit dem Ortsjubiläum von 1980, als Niederfell sein 1000-jähriges Bestehen feierte, führt die Gemeinde ein Wappen. Der blaue Pfahl in der Mitte erinnert an das einzige in Niederfell nachweisbare Adelsgeschlecht der Puppe von Niederfell (wohl 1364 ausgestorben). Die rote Lanze und der Bischofsstab stehen für den Pfarrpatron Lambertus, während der rote Schlüssel auf den Heiligen Petrus als Patron Triers verweist. Dem Trierer Domkapitel gehörte jahrhundertelang das größte Weingut Kühr.

## Kultur und Sehenswürdigkeiten

### Bauwerke
Die Pfarrkirche St. Lambertus wurde 1792 mit einem Dachreiter erbaut und in den Jahren 1871 und 1872 erweitert. Der Turm stammt erst aus dem Jahr 1955. Sehenswert ist die barocke Altargruppe aus dem Jahr 1773, die ursprünglich im Prämonstratenserinnenkloster in Mariaroth, heute ein Ortsteil von Dieblich, stand und im Jahr 1794 durch das beherzte Eingreifen einiger Niederfeller Bürger vor der Zerstörung durch die Franzosen gerettet werden konnte.

### Regelmäßige Veranstaltungen
- Jährlich im Sommer findet das Winzerhöfefest statt.
- Jedes Jahr am Pfingstwochenende findet das Feuerwehrfest der FF Niederfell statt.
- Im September ist die Lambertuskirmes.

## Wirtschaft und Infrastruktur

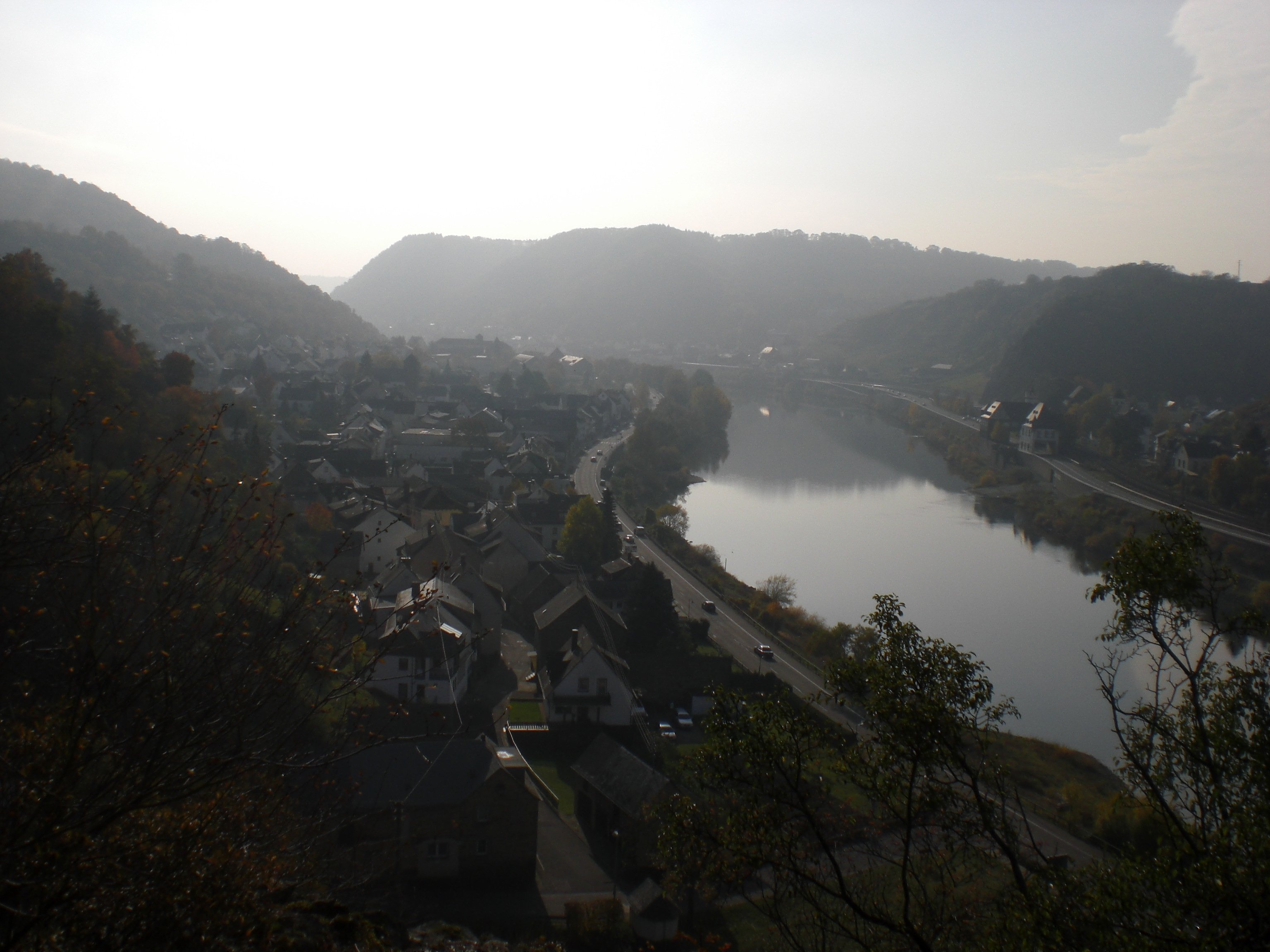
Niederfell moselaufwärts

### Weinbau
Niederfell gehört zum „Weinbaubereich Burg Cochem“ im Anbaugebiet Mosel. Im Ort sind drei Weinbaubetriebe tätig, die bestockte Rebfläche beträgt 15 ha. Etwa 90 % des angebauten Weins sind Weißweinrebsorten (Stand 2007).
Weinlagen (moselabwärts gesehen)
- Niederfeller Goldlay
- Niederfeller Kahllay
- Niederfeller Fächern

### Verkehr
Am rechten Moselufer entlang führt die B 49 Koblenz – Treis-Karden – Cochem durch den Ort. Es besteht eine regelmäßige Busverbindung in Richtung Koblenz und Burgen. Die Fährverbindung nach Gondorf wurde im Herbst 1974 nach dem Bau der Brücke zwischen Löf und Alken eingestellt. Seit 1977 gibt es eine Brückenverbindung zwischen Niederfell und Kobern-Gondorf, wo sich ein Bahnhof an der Moselstrecke Koblenz – Trier befindet.

### Einrichtungen
Im Ortsteil Kühr befindet sich ein großes Betreuungszentrum für Menschen mit geistiger Behinderung unter Leitung der Dienerinnen des Heiligsten Herzens Jesu. Dieses wurde bereits im Jahr 1900 als Pflegeanstalt Herz-Jesu-Haus Kühr eingeweiht.

### Bildung
Der Ort verfügt über eine eigene Grundschule in Trägerschaft der Ortsgemeinde. Es handelt sich um eine so genannte Zwergschule. Die Kinder der ersten und zweiten Klasse sowie die Kinder der dritten und vierten Klasse werden in nur zwei Klassenräumen jeweils gemeinsam unterrichtet.

## Bilder

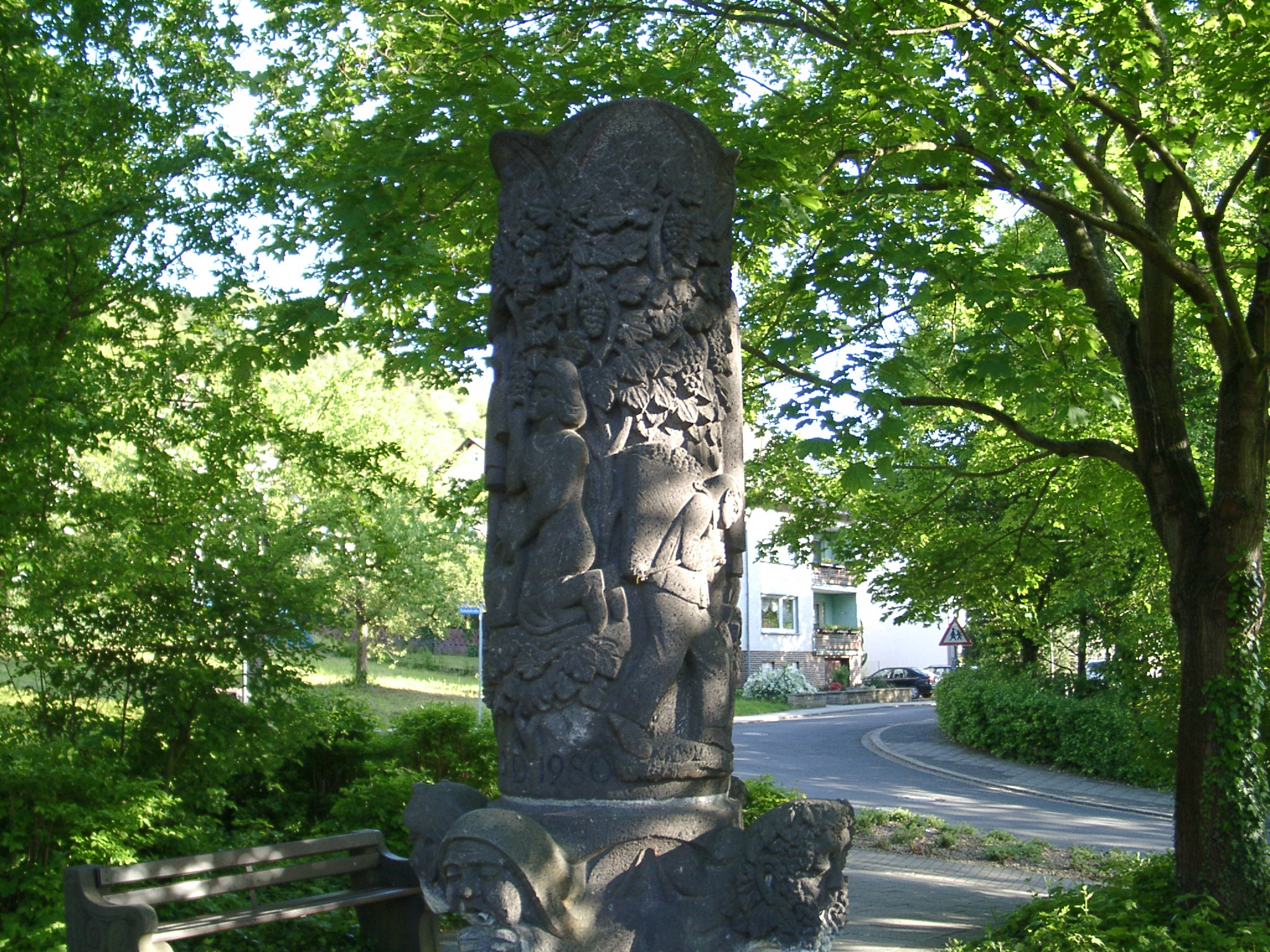
Der Dorfbrunnen von 1980 nimmt bildlich auf den Weinbau Bezug
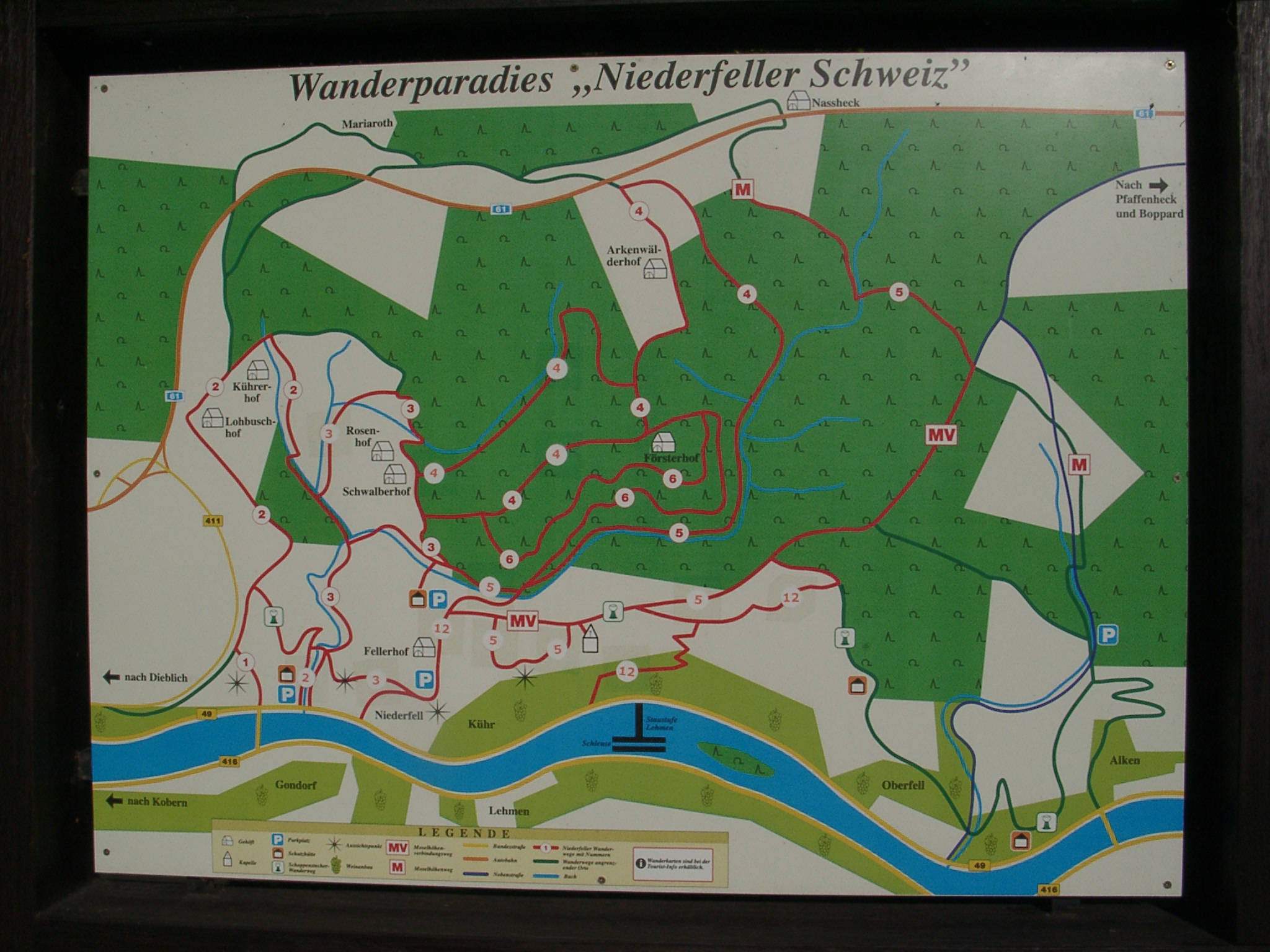
Wandermöglichkeiten, Informationstafel
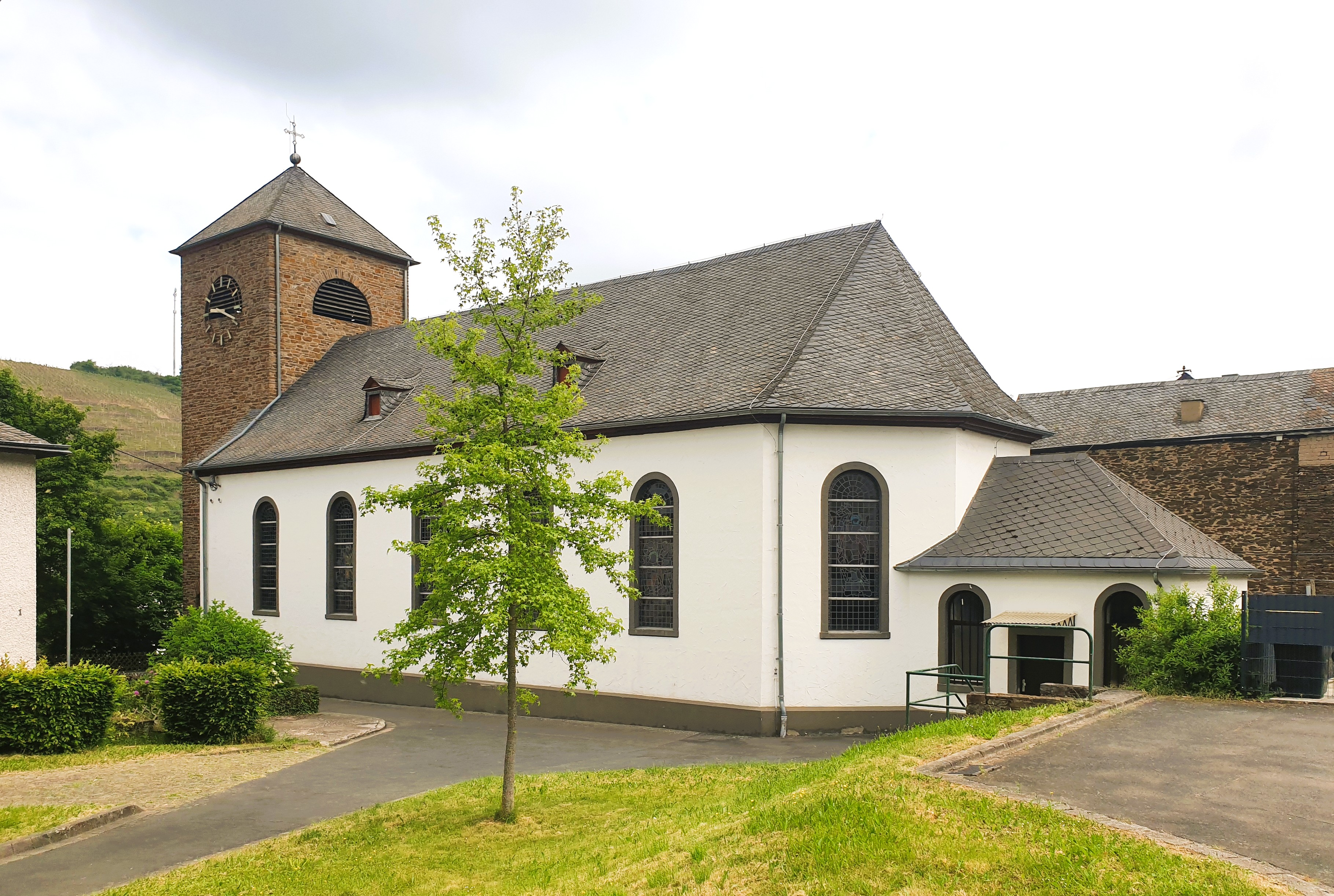
Kirche St. Lambertus
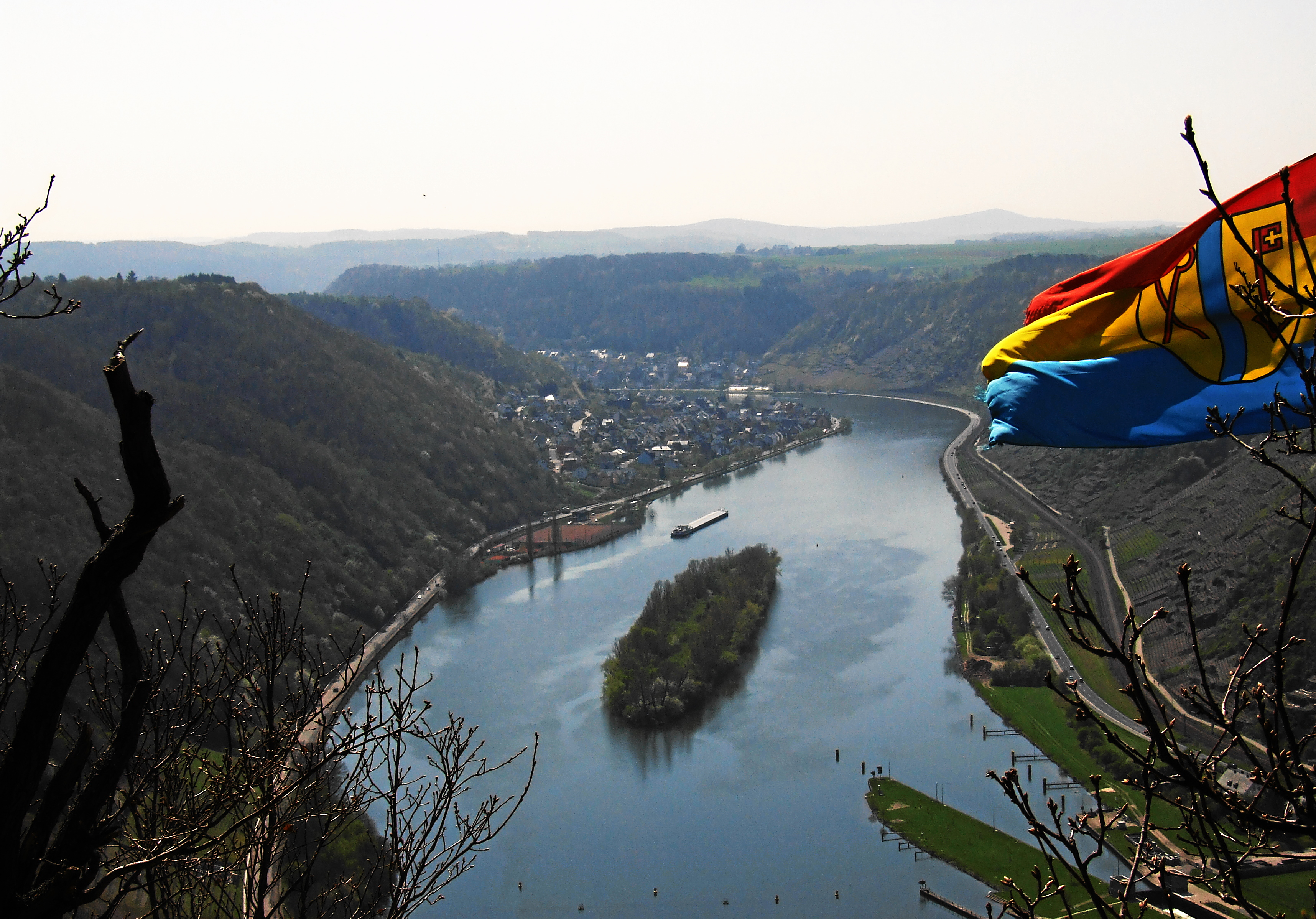
Blick von der Hitzlay oberhalb Niederfell moselaufwärts nach Oberfell (links) und Kattenes (rechts)